# Chuck Howley
Pour les articles homonymes, voir Howley.
Pro Football Hall of Fame 2023
(en) Statistiques sur pro-football-reference
Charles Louis Howley, dit Chuck Howley, né le 28 juin 1936 à Wheeling, est un joueur américain de football américain qui a évolué comme linebacker en National Football League (NFL).